# パガンの戦い
パガンの戦いは、1287年にモンゴル帝国（大元ウルス）とビルマのパガン朝との間で行われた戦闘。この戦闘をもってパガン朝は実質滅亡し、元軍はパガン朝の首都パガンとその領土のほとんどを一時的に占領した。
バモーの戦いに敗北し、首都パガンからエーヤワディー川デルタにあるパテインに退避していたナラティーハパテ王は、ここに至ってようやく元への降伏を決意し、僧ディサープラモクを大都に派遣した。しかし、王の行動は怯懦であると捉えられ、王は庶子の一人ティーハトゥーに毒殺されてしまう。その後、王の息子チョウスワー王が即位したものの、実権はシャン人3兄弟に握られていた。
クビライの孫、梁王エセン・テムルはこのパガン国内の政治的混乱に目を付け、大軍をエーヤワディー川流域に展開した。パガン領を進んだ元軍は首都パガンを攻撃、これを攻略した。これによってパガン朝は実質滅亡した。